# Culicoides ferreyrai
Culicoides ferreyrai är en tvåvingeart som beskrevs av Ronderos och Gustavo R. Spinelli 1995. Culicoides ferreyrai ingår i släktet Culicoides och familjen svidknott. Inga underarter finns listade i Catalogue of Life.